# Bajiaocheng
Bajiaocheng (chinesisch 八角城城址, Pinyin Bājiǎo chéng chéngzhǐ) ist eine archäologische Stätte aus der Zeit der Tang- bis Yuan-Dynastie und Ming-Dynastie. Sie befindet sich im Dorf Bajiao (八角村) der Gemeinde Ganjia im Kreis Xiahe der Provinz Gansu in Nordwestchina. Seit 1981 steht sie auf der Liste der Denkmäler der Provinz Gansu, seit 2006 auf der Liste der Denkmäler der Volksrepublik China.
Die Stadt ist über 2 km lang und kreuzförmig. Nach ihrem Aussehen mit acht Ecken wird sie als „Achteckige Stadt“ (八角城) bezeichnet.